# Кацнельсон, Абрам Исаакович
Абра́м Исаакович Кацне́льсон (1914 — 2003) — украинский советский поэт и переводчик. Заслуженный деятель искусств Украины (1994).

## Биография
Родился 1 января 1914 года в Городне (ныне Черниговская область, Украина) в семье учителя математики. Окончил Киевский университет (1939) и аспирантуру по теории литературы. В годы Великой Отечественной войны был фронтовым корреспондентом газеты «Защитник Отечества». Родной брат Абрама Исааковича Кацнельсона — известный украинский литературный критик Илья Исаакович Стебун (Кацнельсон), известный одновременно как один из борцов с «украинским национализмом» в литературе и как жертва борьбы с «космополитизмом». Член ВКП(б) с 1944 года. 
Первая книга стихов «Краплі сонця» вышла в 1935 году. Автор более 20-ти поэтических сборников. В Москве в переводе на русский язык вышли сборники стихов «Дерево свободы» (1960), «Верность» (1973), «Баллада о струнах» (1983). В 1984 году выпустил авторскую антологию переводов стихов еврейских поэтов — «З єврейської радянської поезії». В 1970-х вместе с Д. А. Мищенко помог А. И. Максимейко выпустить его первую книгу.
Последние 10 лет жизни вместе с семьёй жил в США, где продолжал литературную деятельность. В 2002 году киевское издательство «Астарта» выпустило однотомник «Лирика», куда вошли лучшие стихотворения поэта.
В поэзии Абрама Кацнельсона, наряду с традиционными для советского поэта темами, присутствуют темы катастрофы европейского еврейства, любви к «малой родине» — Городне, Киеву, в котором поэт прожил практически всю сознательную жизнь. Особенно сильна тема ностальгии в произведениях американского периода.

## Награды и премии
- премия имени Максима Рыльского[укр.] (1984)
- заслуженный деятель искусств Украины (1994)
- два ордена Отечественной войны II степени (15.5.1945; 6.4.1985)
- орден Красной Звезды (11.6.1944)
- медали.